# Trichoglottis pusilla
Trichoglottis pusilla là một loài thực vật có hoa trong họ Lan. Loài này được (Teijsm. & Binn.) Rchb.f. miêu tả khoa học đầu tiên năm 1856.

## Hình ảnh

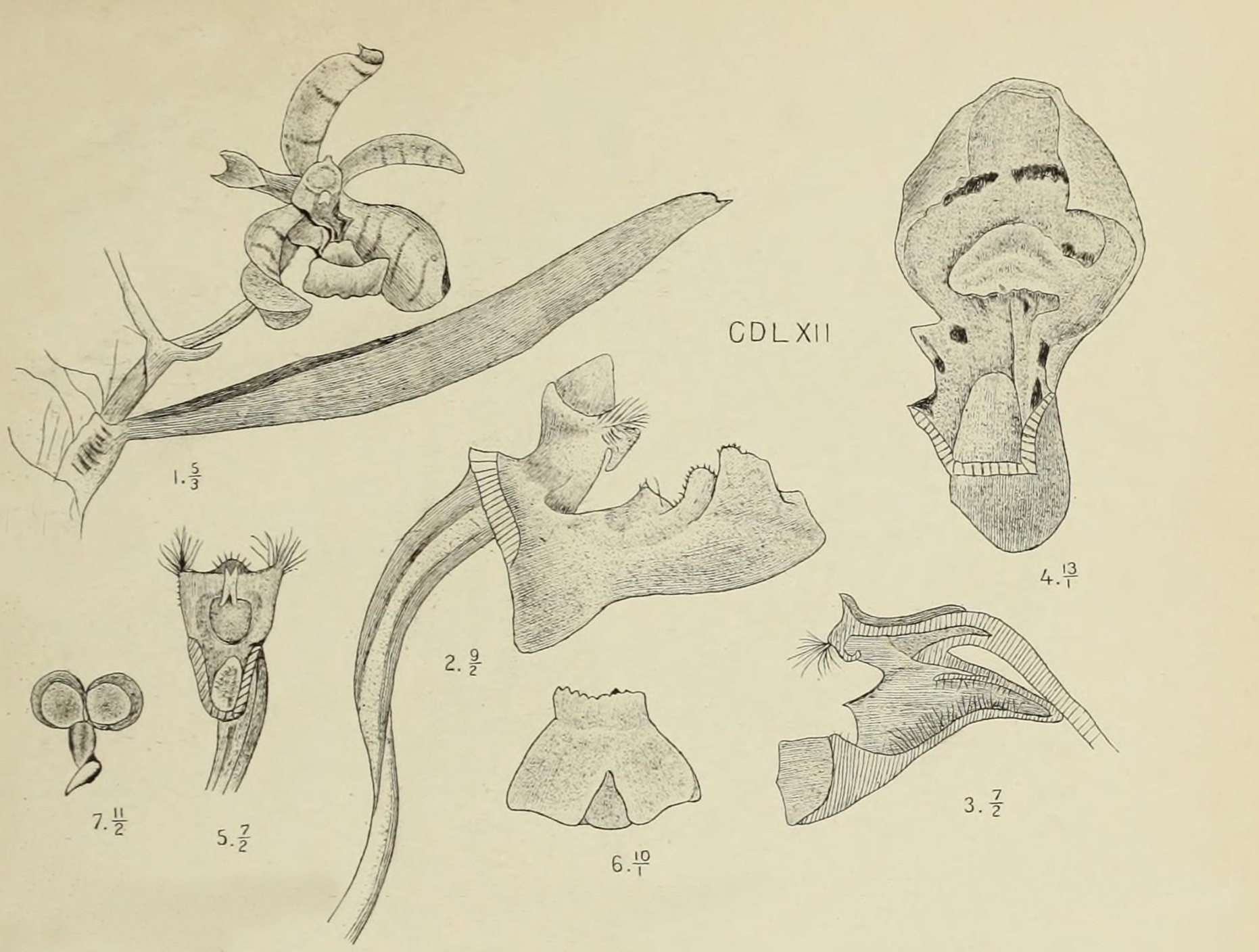